# Бердяш (Караидельский район)
Бердяш (баш. Бәрҙәш) — село в Караидельском районе Республики Башкортостан Российской Федерации. Входит в состав Байкинского сельсовета.

## География
Село находится на берегу Павловского водохранилища реки Уфа.

### Географическое положение
Расстояние до:
- районного центра (Караидель): 20 км,
- центра сельсовета (Байки): 17 км,
- ближайшей ж/д станции (Щучье Озеро): 137 км.

## Население
| 2002 | 2009 | 2010 |
| ---- | ---- | ---- |
| 204  | ↘144 | ↗154 |

### Национальный состав
Согласно переписи 2002 года, преобладающая национальность — русские (81 %).